# アンジェニュー
アンジェニュー（Angenieux ）はフランスの光学機器メーカー。ピエール・アンジェニュー（Pierre Angenieux ）が生誕地であるSaint-Héandにて創業した。逆望遠の発明や、映画撮影用のズームレンズで知られる。過去には一般スチルカメラ用レンズも製造していたが撤退した。現在はタレス・グループに属し、ナイトヴィジョン、航空・軍事用の各種監視装置、映画用ズームレンズ、TV用ズームレンズ、内視鏡などを製造している。

## レトロフォーカス
1950年の発明である「レトロフォーカス」は、逆望遠の構成を実用化したレンズとして、一眼レフカメラによる実用的な広角撮影を可能にし一眼レフカメラ隆盛の一因となり、同形式を指す代名詞となっている。

## 一般スチルカメラ用レンズ
エクサクタマウントレンズ、ライカマウントレンズ、アルパ用レンズなどを製造していた。レンズ鏡胴の上に載っているダイヤルで絞りを操作するのが特徴的である。逆望遠をタイプR、ダブルガウスをタイプS、明るい望遠レンズをタイプP、テレタイプをタイプYと称する。ただしエクサクタマウントのタイプY12に相当するアルパマウントの製品はアルフィター90mmF2.5。

## ズームレンズ
1958年に10×ズーム、1976年に42×ズームを発明している。いずれも世界初。